# Досси, Ибрагим
Ибрагим Досси Аллоти (англ. Ibrahim Dossey Allotey; 24 ноября 1972, Аккра — 9 декабря 2008, Бухарест) — ганский футболист, вратарь.

## Клубная карьера
Досси родился в Аккре, Гана. В 2000 году, благодаря бывшему тренеру сборной Ганы и клуба «Хартс оф Оук» Петре Гаврилэ, он переехал в Румынию, где выступал за клубы «Рапид» (Бухарест), «Брашов», «Пандурий» и «Униря Сынниколау-Маре».

## Карьера в сборной
В составе олимпийской сборной Ганы Досси завоевал бронзовую медаль на летних Олимпийских играх 1992 года в Барселоне, что стало первой олимпийской наградой Африки в футболе.

## Смерть
13 сентября 2008 года, спустя два дня после подписания контракта с «Тырговиште», Досси попал в автомобильную аварию возле города Бряза в жудеце Прахова, в результате которой впал в кому. Его жена и двое детей не пострадали. Проведя почти три месяца в коме, он скончался 9 декабря 2008 года в возрасте 36 лет в больнице Багдасар Арсени в Бухаресте. Похоронен 10 декабря в Хыршове.